# مايكل كيروان
مايكل كيروان (بالإنجليزية: Michael Kirwan)‏ هو فنان أمريكي، ولد في 27 ديسمبر 1953 في نيويورك في الولايات المتحدة، وتوفي في 26 مايو 2018 في لوس أنجلوس في الولايات المتحدة.